# Альторрікон
Альторрікон (ісп. Altorricón, кат. El Torricó) — муніципалітет в Іспанії, у складі автономної спільноти Арагон, у провінції Уеска. Населення — 1518 осіб (2009).
Муніципалітет розташований на відстані близько 380 км на північний схід від Мадрида, 80 км на південний схід від Уески.

## Демографія
Динаміка населення (INE ):